# Gran Premio di Monaco 1974
Il Gran Premio di Monaco 1974 è stata la sesta prova della stagione 1974 del Campionato mondiale di Formula 1. Si è corsa domenica 26 maggio 1974 sul Circuito di Montecarlo. La gara è stata vinta dallo svedese Ronnie Peterson su Lotus-Ford Cosworth; per il vincitore si trattò del quinto successo nel mondiale. Ha preceduto sul traguardo il sudafricano Jody Scheckter su Tyrrell-Ford Cosworth e il francese Jean-Pierre Jarier su Shadow-Ford Cosworth. Per quest'ultimo si trattò de primo podio in una gara valida per il mondiale di Formula 1.

## Vigilia

### Aspetti tecnici
A seguito dei deludenti risultati del modello 76 la Lotus decise di riproporre il vecchio modello 72E.

### Aspetti sportivi
Solo a gennaio venne confermata la tenuta del gran premio, per il 26 maggio, dopo che, per la crisi petrolifera, era stato invece cancellato il Rally di Montecarlo.
Dopo le 34 vetture iscritte al precedente Gran Premio del Belgio, l'Automobile Club de Monaco (ACM) decise di limitare a sole 28 vetture quelle ammesse alle qualifiche. Non si presentarono così la Lyncar, la Token, nonché la scuderie private Finotto e AAW; la Williams iscrisse una sola vettura, per Arturo Merzario, mentre la Brabham limitò la sua presenza a sole due vetture. Dichiarò forfait anche la scuderia nipponica Maki, che avrebbe dovuto esordire nel mondiale. Si rivide, invece, la Amon, che aveva saltato la gara di Nivelles. Tim Schenken tornò a utilizzare il numero 23, in luogo del 41, impiegato in Belgio.

## Qualifiche

### Resoconto
Niki Lauda fu il più rapido, nella prima giornata di prove del giovedì. L'austriaco della Scuderia Ferrari chiuse con 1'28"4, e precedette Mike Hailwood su McLaren di due decimi e il francese Jean-Pierre Beltoise, su BRM di 5. Più staccato risultò l'altro ferrarista Clay Regazzoni, che fu nono, con 1'30"7.
Lauda fu anche protagonista di un incidente alle Piscine. La vettura colpì le barriere, e risultò danneggiata, tanto che per le prove successive la scuderia italiana decise di impiegare la vettura di riserva.
Al venerdì l'austriaco migliorò ancora, abbassando il tempo a 1'26"3, nuovo record del tracciato monegasco. L'anno precedente Jackie Stewart aveva ottenuto la pole position con 1'27"5. Lauda attribuì l'abbassamento del tempo alle modifiche che erano stato suggerite dopo le prove del giorno precedente. Al secondo posto si piazzò Ronnie Peterson, staccato di 5 decimi dal tempo di Lauda. Si confermò terzo Beltoise, il cui tempo però, 1'27"1, venne fatto anche dalle due Tyrrell di Patrick Depailler e Jody Scheckter. Regazzoni chiuse quinto, senza aver avuto a disposizione le nuove gomme portate dalla Goodyear.
Nelle prove conclusive del sabato Niki Lauda non migliorò i suoi tempi, ma conquistò comunque la pole position. Fu la quarta partenza al palo per la Scuderia Ferrari, la prima sul circuito monegasco dal 1956. L'ottima prestazione delle vetture di Maranello fu completata dal secondo posto di Clay Regazzoni, che spinse Peterson in seconda fila, a fianco di Depailler.

### Risultati
I risultati delle qualifiche furono i seguenti:
| Pos | Nº | Pilota               | Costruttore                | Tempo  | Griglia |
| --- | -- | -------------------- | -------------------------- | ------ | ------- |
| 1   | 12 | Niki Lauda           | Ferrari                    | 1'26"3 | 1       |
| 2   | 11 | Clay Regazzoni       | Ferrari                    | 1'26"6 | 2       |
| 3   | 1  | Ronnie Peterson      | Lotus-Ford Cosworth        | 1'26"8 | 3       |
| 4   | 4  | Patrick Depailler    | Tyrrell-Ford Cosworth      | 1'27"1 | 4       |
| 5   | 3  | Jody Scheckter       | Tyrrell-Ford Cosworth      | 1'27"1 | 5       |
| 6   | 17 | Jean-Pierre Jarier   | Shadow-Ford Cosworth       | 1'27"5 | 6       |
| 7   | 24 | James Hunt           | Hesketh-Ford Cosworth      | 1'27"8 | 7       |
| 8   | 7  | Carlos Reutemann     | Brabham-Ford Cosworth      | 1'27"8 | 8       |
| 9   | 9  | Hans-Joachim Stuck   | March-Ford Cosworth        | 1'28"0 | 9       |
| 10  | 33 | Mike Hailwood        | McLaren-Ford Cosworth      | 1'28"1 | 10      |
| 11  | 14 | Jean-Pierre Beltoise | BRM                        | 1'28"1 | 11      |
| 12  | 6  | Denny Hulme          | McLaren-Ford Cosworth      | 1'28"2 | 12      |
| 13  | 5  | Emerson Fittipaldi   | McLaren-Ford Cosworth      | 1'28"2 | 13      |
| 14  | 20 | Arturo Merzario      | Iso Marlboro-Ford Cosworth | 1'28"5 | 14      |
| 15  | 10 | Vittorio Brambilla   | March-Ford Cosworth        | 1'28"7 | 15      |
| 16  | 16 | Brian Redman         | Shadow-Ford Cosworth       | 1'28"8 | 16      |
| 17  | 19 | Jochen Mass          | Surtees-Ford Cosworth      | 1'28"8 | NP      |
| 18  | 18 | Carlos Pace          | Surtees-Ford Cosworth      | 1'29"1 | 18      |
| 19  | 2  | Jacky Ickx           | Lotus-Ford Cosworth        | 1'29"4 | 19      |
| 20  | 30 | Chris Amon           | Amon-Ford Cosworth         | 1'29"8 | NP      |
| 21  | 26 | Graham Hill          | Lola-Ford Cosworth         | 1'30"0 | 21      |
| 22  | 37 | François Migault     | BRM                        | 1'30"0 | 22      |
| 23  | 28 | John Watson          | Brabham-Ford Cosworth      | 1'30"0 | 23      |
| 24  | 23 | Tim Schenken         | Trojan-Ford Cosworth       | 1'30"2 | 24      |
| 25  | 22 | Vern Schuppan        | Ensign-Ford Cosworth       | 1'30"3 | 25      |
| 26  | 27 | Guy Edwards          | Lola-Ford Cosworth         | 1'30"4 | 26      |
| 27  | 15 | Henri Pescarolo      | BRM                        | 1'30"7 | 27      |
| NQ  | 8  | Rikky von Opel       | Brabham-Ford Cosworth      | 1'31"1 | NQ      |

## Gara

### Resoconto
Jochen Mass e Chris Amon non poterono prendere il via alla gara, per dei problemi tecnici alle loro monoposto. Anche Patrick Depailler scontò dei problemi sulla sua Tyrrell 007, che non poté essere riparata per il Gran Premio: il francese dovette ripiegare su una 006, e fu costretto a partire ultimo in griglia.
Alla partenza Clay Regazzoni bruciò Niki Lauda ponendosi in testa alla prima curva; subito dietro si posizionò al terzo posto Jean-Pierre Jarier. Sulla salita del Beau Rivage Jean-Pierre Beltoise tentò il sorpasso su Denny Hulme, ma le due vetture andarono in collisione. Il neozelandese finì conto le barriere, mentre molte vetture, alle sue spalle, per evitare la sua vettura, si tamponarono. Merzario, Pace, Redman, Brambilla, Schuppan e Schenken finirono nel caos, e solo Hulme e Merzario poterono proseguire con le vetture ancora funzionanti, mentre Schuppan poté proseguire solo dopo aver cambiato uno pneumatico.
In testa, alle spalle del duo della Ferrari e di Jarier, si trovavano Ronnie Peterson, Carlos Reutemann, Jody Scheckter e James Hunt. Al terzo giro Peterson prese la terza posizione a Jarier, mentre Mike Hailwood passò Hunt. Al quarto giro Hunt venne attaccato anche da Hans-Joachim Stuck: anche in questo caso ci fu un contatto tra le monoposto, al Mirabeau, con Stuck che finì contro le barriere e fu costretto al ritiro.
Al quinto giro François Migault terminò contro le barriere alla chicane fuori dal Tunnel: il pilota risultò illeso. Un giro dopo Peterson terminò in testacoda alla Rascasse: la sua Lotus venne tamponata dal sopraggiungente Reutemann. Lo svedese poté continuare, scalando al sesto posto, a differenza dell'argentino che ruppe una sospensione.
Al dodicesimo giro terminò la gara anche per Hailwood. Il pilota della McLaren perse il controllo della vettura su una macchia d'olio nella salità verso il Casino e finì contro le barriere. Ronnie Peterson recuperò la quarta piazza al giro 19, quando sorpassò Scheckter. Due giri dopo Regazzoni compì lo stesso errore di Peterson, alla Rascasse. L'elvetico venne passato da Lauda, Jarier, Peterson e Scheckter.
Jarier cedette la sua posizione a Peterson, al giro 25. Il francese commise un errore di guida al Loews, consentendo allo svedese di innalzarsi al secondo posto. Jarier cedette ancora una posizione, due giri dopo, a favore di Scheckter. Al giro 28 terminò il Gran Premio anche per Hunt, che era sesto, per un guasto alla trasmissione della sua Hesketh.
Al trentatreesimo giro cambiò il leader della gara. Lauda rallentò nella discesa verso il Mirabeau, dando via libera a Peterson. Poco dopo l'austriaco fu costretto all'abbandono, per un problema all'accensione. Peterson portò il suo vantaggio su Scheckter a una quindicina di secondi. Il sudafricano, a sua volta, precedeva di dieci secondi Jarier. Al giro 54 Patrick Depailler, che stava recuperando, fu costretto a fermarsi ai box per far fissare meglio una gomma. Ripartì ultimo, staccato di 3 giri dal primo.
La classifica non mutò più e Peterson conquistò la sua quinta vittoria nel mondiale. Jody Scheckter chiuse al secondo posto, e Jean-Pierre Jarier ottenne il primo podio nel mondiale. Emerson Fittipaldi, quinto, si confermò in testa alla classifica mondiale, con 2 punti di vantaggio su Clay Regazzoni.

### Risultati
I risultati del gran premio sono i seguenti:
| Pos | No | Pilota               | Costruttore                | Giri | Tempo/Ritiro            | Pos. Griglia | Punti |
| --- | -- | -------------------- | -------------------------- | ---- | ----------------------- | ------------ | ----- |
| 1   | 1  | Ronnie Peterson      | Lotus-Ford Cosworth        | 78   | 1h58'03"7               | 3            | 9     |
| 2   | 3  | Jody Scheckter       | Tyrrell-Ford Cosworth      | 78   | + 28"8                  | 5            | 6     |
| 3   | 17 | Jean-Pierre Jarier   | Shadow-Ford Cosworth       | 78   | + 48"9                  | 6            | 4     |
| 4   | 11 | Clay Regazzoni       | Ferrari                    | 78   | + 1'03"1                | 2            | 3     |
| 5   | 5  | Emerson Fittipaldi   | McLaren-Ford Cosworth      | 77   | + 1 giro                | 13           | 2     |
| 6   | 28 | John Watson          | Brabham-Ford Cosworth      | 77   | + 1 giro                | 23           | 1     |
| 7   | 26 | Graham Hill          | Lola-Ford Cosworth         | 76   | + 2 giri                | 21           |       |
| 8   | 27 | Guy Edwards          | Lola-Ford Cosworth         | 75   | + 3 giri                | 26           |       |
| 9   | 4  | Patrick Depailler    | Tyrrell-Ford Cosworth      | 74   | + 4 giri                | 4            |       |
| Rit | 15 | Henri Pescarolo      | BRM                        | 62   | Cambio                  | 27           |       |
| Rit | 2  | Jacky Ickx           | Lotus-Ford Cosworth        | 34   | Motore                  | 19           |       |
| Rit | 12 | Niki Lauda           | Ferrari                    | 32   | Iniezione               | 1            |       |
| Rit | 24 | James Hunt           | Hesketh-Ford Cosworth      | 27   | Trasmissione            | 7            |       |
| Rit | 33 | Mike Hailwood        | McLaren-Ford Cosworth      | 11   | Incidente               | 10           |       |
| Rit | 7  | Carlos Reutemann     | Brabham-Ford Cosworth      | 5    | Sospensione             | 8            |       |
| Rit | 37 | François Migault     | BRM                        | 4    | Incidente               | 22           |       |
| Rit | 22 | Vern Schuppan        | Ensign-Ford Cosworth       | 4    | Incidente               | 25           |       |
| Rit | 9  | Hans-Joachim Stuck   | March-Ford Cosworth        | 3    | Collisione              | 9            |       |
| Rit | 14 | Jean-Pierre Beltoise | BRM                        | 0    | Collisione              | 11           |       |
| Rit | 6  | Denny Hulme          | McLaren-Ford Cosworth      | 0    | Collisione              | 12           |       |
| Rit | 20 | Arturo Merzario      | Iso Marlboro-Ford Cosworth | 0    | Collisione              | 14           |       |
| Rit | 10 | Vittorio Brambilla   | March-Ford Cosworth        | 0    | Collisione              | 15           |       |
| Rit | 16 | Brian Redman         | Shadow-Ford Cosworth       | 0    | Collisione              | 16           |       |
| Rit | 18 | Carlos Pace          | Surtees-Ford Cosworth      | 0    | Collisione              | 18           |       |
| Rit | 23 | Tim Schenken         | Trojan-Ford Cosworth       | 0    | Collisione              | 24           |       |
| NP  | 19 | Jochen Mass          | Surtees-Ford Cosworth      |      | Non parte per un guasto | 17           |       |
| NP  | 30 | Chris Amon           | Amon-Ford Cosworth         |      | Non parte per un guasto | 20           |       |
| NQ  | 8  | Rikky von Opel       | Brabham-Ford Cosworth      |      |                         |              |       |
| NA  | 25 | Howden Ganley        | Maki-Ford Cosworth         |      |                         |              |       |

## Statistiche
Piloti
- 5ª vittoria per Ronnie Peterson
- 1° podio per Jean-Pierre Jarier
- Ultimo Gran Premio per Brian Redman

Costruttori
- 55° vittoria per la Lotus

Motori
- 71ª vittoria per il motore Ford Cosworth

Giri al comando
- Clay Regazzoni (1-20)
- Niki Lauda (21-32)
- Ronnie Peterson (33-78)

## Classifiche

### Piloti
| Pos. | Pilota               | Punti |
| ---- | -------------------- | ----- |
| 1    | Emerson Fittipaldi   | 24    |
| 2    | Clay Regazzoni       | 22    |
| 3    | Niki Lauda           | 21    |
| 4    | Jody Scheckter       | 12    |
| 5    | Denny Hulme          | 11    |
| 6    | Ronnie Peterson      | 10    |
| 7    | Jean-Pierre Beltoise | 10    |
| 8    | Carlos Reutemann     | 9     |
| 9    | Mike Hailwood        | 9     |
| 10   | Hans-Joachim Stuck   | 5     |
| 11   | Jacky Ickx           | 4     |
| 12   | Patrick Depailler    | 4     |
| 13   | Jean-Pierre Jarier   | 4     |
| 14   | Carlos Pace          | 3     |
| 15   | Arturo Merzario      | 1     |
| 16   | John Watson          | 1     |

### Costruttori
| Pos. | Team                       | Punti |
| ---- | -------------------------- | ----- |
| 1    | McLaren-Ford Cosworth      | 37    |
| 2    | Ferrari                    | 30    |
| 3    | Tyrrell-Ford Cosworth      | 16    |
| 4    | Lotus-Ford Cosworth        | 13    |
| 5    | Brabham-Ford Cosworth      | 10    |
| 6    | BRM                        | 10    |
| 7    | March-Ford Cosworth        | 5     |
| 8    | Shadow-Ford Cosworth       | 4     |
| 9    | Surtees-Ford Cosworth      | 3     |
| 10   | Iso Marlboro-Ford Cosworth | 1     |